# Иодо, Ирина Антоновна
Ирина Антоновна Иодо (5 октября 1932, Минск — 23 января 2021, Минск) — советский и белорусский архитектор и градостроитель. Кандидат архитектуры (1967), доктор архитектуры (1987), профессор (1988), лауреат Государственной премии Республики Беларусь (2001), лауреат премии Министерства архитектуры и строительства Республики Беларусь имени В. А. Короля в области территориального развития, градостроительства и архитектуры (1999), иностранный член Российской академии архитектуры и строительных наук (1998), почётный профессор Северо-западного архитектурно-строительного института Китайской Народной Республики (1999), профессор Международной академии архитектуры.

## Биография
Родилась 5 октября 1932 года в Минске. Во время Великой Отечественной войны находилась в оккупированном нацистами Минске, мать побывала в немецком концлагере. В 1952 году окончила Минский архитектурно-строительный техникум. Окончив в 1959 году архитектурное отделение Белорусский политехнический институт, до 1962 года работала в «Минскпроекте». В 1962—1964 годах работала в Институте строительства и архитектуры АН БССР. Работая в мастерской «Белгоспроекта», занималась вопросами планировки и застройки городов БССР.
С 1964 года — аспирантка архитектурного отделения Белорусского политехнического института и ассистент кафедры архитектуры. В дальнейшем работала в институте старшим преподавателем, доцентом и заместителем заведующего кафедрой градостроительства. С 1981 по 1988 год заведовала отделом в Белорусском государственном научно-исследовательском и проектном институте градостроительства. В 1984—2003 годах — преподаватель архитектурного факультета Белостокской Политехники (Польша). С 1988 по 2012 год — профессор кафедры градостроительства Белорусского национального технического университета (БНТУ). После выхода на пенсию сотрудничала с кафедрой «Дизайн архитектурной среды» БНТУ, где с 2017 до 2020 года занимала должность профессора.
В БНТУ И. А. Иодо организовала совет защите кандидатских и докторских диссертаций в области архитектуры и градостроительства, длительное время являлась председателем этого совета. Под её научным руководством было защищено 11 кандидатских диссертаций. Написала более 300 научных работ, в том числе 12 книг.
В 1967 году защитила диссертацию на соискание учёной степени кандидата архитектуры, посвящённую проблемам градостроительства. В 1987 году защитила в Ленинграде докторскую диссертацию на тему «Градостроительное формирование крупных территориальных систем (в условиях Белорусской ССР)».
Член Союза архитекторов СССР с 1962 года. Действительный член Белорусского объединения архитекторов и научных работников строительства с 1996 года, иностранный член Российской академии архитектуры и строительных наук с 1998 года, член-корреспондент Белорусского академического центра Международной академии архитектуры с 2009 года.
Умерла 23 января 2021 года.

## Проекты
- Генеральный план Минска (1962)
- Проект детальной планировки жилого района по улице Опанского в Минске (1969)[3]
- Проект детальной планировки жилого района по улицам Бондаревской—Высокой в Минске (1970)[3]
- Проект детальной планировки жилого района по улице Харьковской в Минске (1972)[3]
- Проект застройки проспекта Машерова в Минске (1978, 2-я премия на республиканском конкурсе)[3]
- Схема развития и размещения городских и сельских населенных мест БССР на 2000 год (1973)[3]
- Схема размещения и развития городских и сельских поселений на территории Белорусской ССР (1981)[1]
- Генеральные планы застройки жилых районов и общественных центров в Жлобине, Слуцке, Бресте[1]
- Генеральная схема комплексной территориальной организации Белорусской ССР (1987)[3]

## Награды
- Государственная премия Республики Беларусь (2001)[2]
- Премия Министерства архитектуры и строительства Республики Беларусь имени В. А. Короля в области территориального развития, градостроительства и архитектуры (1999)[2]
- Медаль и грамоты Биеннале по архитектуре (София, 1985, 2000)[2]
- Премии фестивалей архитектуры Беларуси[2]

## Сочинения
- Опыт работы и новые направления в районной планировке Белорусской ССР. Минск, 1976 (соавтор)
- Основы градостроительства : Теория. Методология. Минск, 1983
- Регулирование развития взаимосвязанной группы населенных мест, формирующихся на базе крупного города. Москва, 1985 (соавтор)
- Формирование и развитие комплексных территориальных систем. Минск, 1986 (соавтор)
- Градостроительство Белоруссии. Минск, 1988 (соавтор)
- Беларусь: среда для человека. Минск, 1996 (соавтор)
- Градостроительство и территориальная планировка: понятийно-терминологический словарь. Минск, 1999 (соавтор)
- Основы градостроительства и территориальной планировки. Минск, 2003 (соавтор)
- Градостроительство и территориальная планировка. Минск, 2008 (соавтор)
- Архiтэктура Беларусi: нарысы эвалюцыi ва ўсходнеславянскiм i еўрапейскiм кантэксце. Минск, 2009 (соавтор)
- Теоретические основы архитектуры. Минск, 2015 (соавтор)